# Hydrotaea harpagospinosa
Hydrotaea harpagospinosa är en tvåvingeart som beskrevs av Ni 1982. Hydrotaea harpagospinosa ingår i släktet Hydrotaea och familjen husflugor. Inga underarter finns listade i Catalogue of Life.